# Pietro Stangherlin

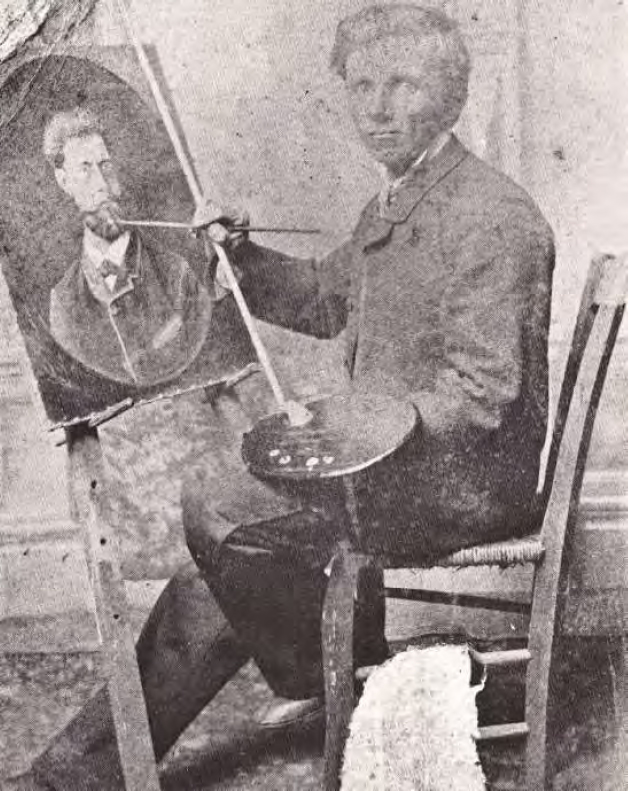
Pietro Stangherlin, c. 1885.

Pietro (Pedro) Stangherlin (Itália, 29 de junho de 1842? — Caxias do Sul, 15 de maio de 1912?) foi um pintor e escultor italiano naturalizado brasileiro, ativo na região de Caxias do Sul, no Brasil.
Autodidata, com um trabalho que transita entre a arte erudita e a popular, deixou produção considerável, principalmente em estátuas de culto, muito apreciadas pelos seus contemporâneos. Muitas de suas obras ainda permanecem em altares de igrejas e capelas da região de colonização italiana do Rio Grande do Sul, com destaque para a principal imagem de culto do Santuário de Nossa Senhora de Caravaggio em Farroupilha, centro de uma grande peregrinação, e a estátua de Santa Teresa de Ávila, padroeira da Catedral de Caxias do Sul, por décadas entronizada em seu altar-mor até uma reforma recente. Também estão presentes no Museu Municipal de Caxias do Sul e em coleções particulares, mas muito está em paradeiro desconhecido ou não foi bem documentado. Sua produção já teve seu valor estético e histórico reconhecido por parte da população, por alguns pesquisadores e por instâncias oficiais, mas ainda não foi objeto de nenhum estudo exaustivo e está à espera de maior atenção acadêmica.

## Vida

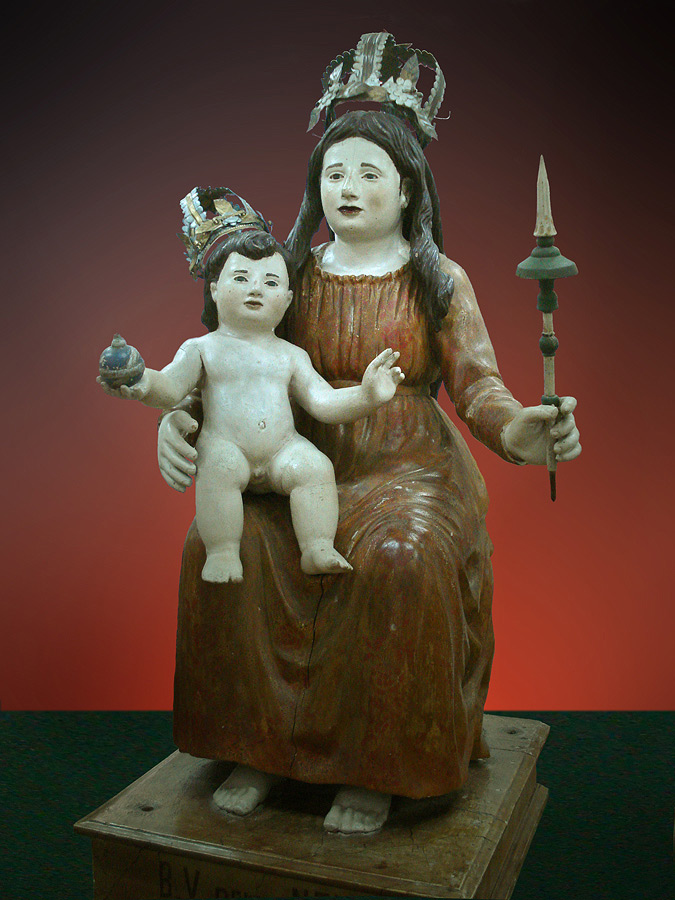
Nossa Senhora da Neve com o Menino Jesus, 1885, uma de suas primeiras obras documentadas. Museu Municipal de Caxias do Sul. A policromia é original, realizada pelo próprio Stangherlin.

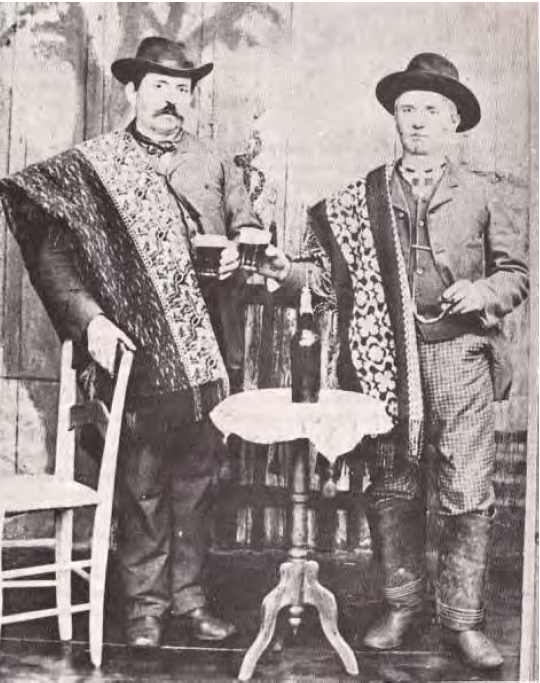
Tarquinio Zambelli e Pietro Stangherlin vestidos à moda gaúcha, compartilhando uma cerveja, c. 1880.

Era filho de Giovanni Battista Stangherlin (ou Stangherlini) e Maria Marcaro. Há significativa discordância nas fontes a respeito  do local de seu nascimento e dos anos de seu nascimento e morte. Segundo Lazzari, sua principal estudiosa, nasceu em Vicenza em 1842 e faleceu em Caxias em 1912, mas outras fontes indicam as cidades de Treviso ou Godega di Sant'Urbano ou a Província de Treviso como seu berço; há registros indicando o ano de 1843 ou 1848 para o nascimento, sua certidão eleitoral diz 1846, e para sua morte outros indicam 1914.
Desde pequeno sofreu com um tumor benigno em um joelho, que tolheu severamente seus movimentos, a ponto de impedi-lo de caminhar durante toda sua juventude, segundo informou sua filha. Por causa desta dificuldade, teria frequentado a escola somente até os nove anos, dedicando-se depois a tarefas manuais em casa, aprendendo a confeccionar redes de pesca, consertar relógios e criar peças em tricô, crochê, renda e bordado, auxiliando no sustento da família. Chegando à adolescência, entalhou um par de muletas para si próprio, ganhando mais mobilidade, podendo ter um pouco de vida social e podendo aprender o ofício da marcenaria.
Na década de 1870, chegando à Itália a propaganda do governo brasileiro incentivando a imigração, despertou nele a ideia de radicar-se em outras terras. Sua família era pobre e a Itália da época, tumultuada por guerras e fome, não oferecia perspectivas de crescimento, e seu médico também havia aconselhado a mudança, esperando que em um país de clima mais ameno seus problemas de saúde encontrassem algum lenitivo.
Viajou em 1876, chegando no Rio de Janeiro em 25 de agosto e transferindo-se imediatamente para Caxias do Sul. Logo começou a oferecer seus serviços de marcenaria e fazia consertos gerais, mas encaminhava-se cada vez mais para a área das artes, encarregando-se de trabalhos de decoração, pintura e desenho, incluindo retratos. Sua falta de preparo artístico formal não impediu que se dedicasse com entusiasmo a esta nova seara. Segundo Athos Damasceno, se bem que seus primeiros esforços, datados da década de 1880, tenham produzido fracos resultados, como seria de esperar, em breve dominou o ofício. Não tardou em aventurar-se também pela escultura, modalidade de arte da qual foi o pioneiro na cidade, que veio finalmente a dominar sua produção, e onde deixou suas obras mais expressivas, todas no campo da arte sacra. Pietro foi ainda membro dirigente da Sociedade Filo-Dramática, a primeira no gênero a ser fundada em Caxias.
A ausência de outros artistas na região lhe foi favorável. Em pouco tempo reuniu uma clientela, juntou economias e pôde construir uma casa-atelier na rua Sinimbu, mandando trazer da Itália parentes que ainda estavam lá, sua mãe e seus irmãos Giovanni, Luisa e Assunta. Sua saúde também apresentava melhora, e já podia andar apoiado em uma bengala. Contudo, em 1883 ou 1885 chegou a Caxias Tarquinio Zambelli, outro santeiro habilidoso, que veio a se tornar o seu grande competidor no mercado. Pouco depois casou com a viúva Leticia Rancon (ou Rancam), que lhe deu muitos filhos, dos quais só sobreviveram à infância duas meninas, Adelina e Corina. Em 1885 criou aquela que viria a ser sua obra mais conhecida, o grupo de Nossa Senhora de Caravaggio com a vidente Joaneta, instalado primeiro no antigo santuário de Farroupilha, e hoje entronizado no altar-mor da construção mais recente, erguida ao lado.
Em 27 de setembro de 1887 naturalizou-se brasileiro. Seu título de eleitor de 1890 o apresenta como "escultor", indicando que já era um profissional reconhecido. Atuou não só na cidade de Caxias do Sul, mas em outras nos arredores, e suas obras eram bastante requisitadas, povoando igrejas e capelas da região. Em 1901 apresentou na Exposição Estadual em Porto Alegre uma escultura alegórica sobre a imigração, peça que recebeu medalha de bronze. Tornou-se uma figura popular em sua cidade, participando de muitas associações e clubes, e na decoração dos carros alegóricos usados nos desfiles da tradicional Festa da Uva. Apesar da concorrência comercial que manteve com Tarquinio Zambelli, se aproximaram pela amizade e respeito profissional, e seus filhos Adelina Stangherlin e Michelangelo Zambelli acabariam se unindo pelo matrimônio, fundando em 1914 uma importante oficina de santeiros que continuou a tradição artística de ambas as famílias e permaneceu ativa até o ano de 2004. Sua outra filha, Corina, casada com João José (Joanin) Conte, teve talento para o teatro, apresentando-se várias vezes, além de fazer a decoração de festas e arranjos florais.
Em seus anos finais colaborou com Francisco Meneguzzo, afamado na região por seus elaborados altares em madeira entalhada, deixando várias estátuas de grandes dimensões na Catedral de Caxias. Em 1912, estando a consertar uma fechadura, caiu sobre sua perna prejudicada, que quebrou-se e gangrenou, condição que o levou à morte.

## Obra

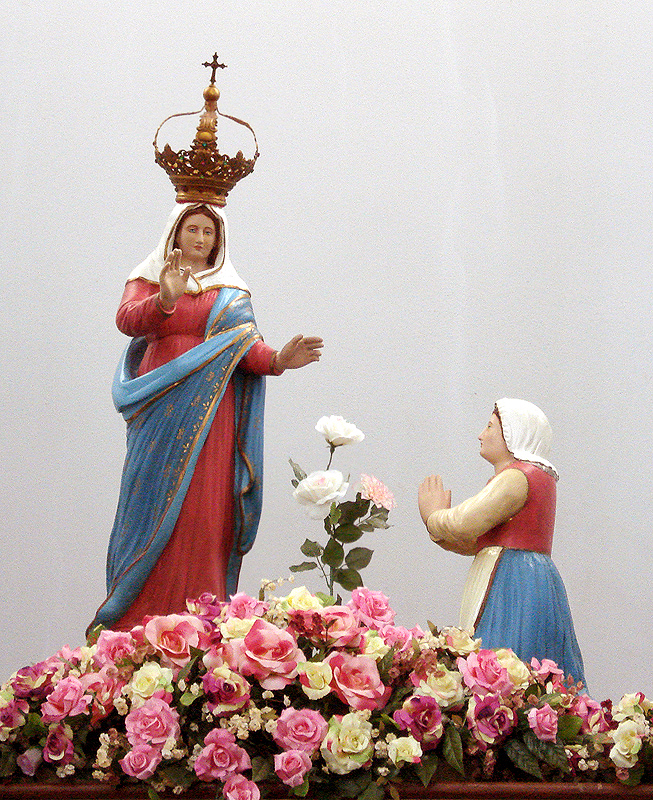
Grupo de Nossa Senhora de Caravaggio, sua obra mais conhecida, no Santuário de Farroupilha. A pintura das estátuas já não é a original.

A parte mais importante e numerosa da produção de Stangherlin está na estatuária devocional. Até hoje, obras suas adornam muitos altares em igrejas e capelas de sua região. Ele trabalhou em um período em que havia crescente demanda de arte sacra, para um público sem grandes luzes constituído em sua vasta maioria de agricultores, pequenos comerciantes e operários, católicos e profundamente devotos de santos, multiplicando-se as capelas pela zona rural e os altares domésticos, e construindo-se elaborados templos maiores nas sedes urbanas. De fato, a religião foi o maior agente de agregação social na comunidade italiana em formação, cujos primeiros integrantes vieram para desbravar uma terra virgem sem grande amparo governamental, e eram altamente diversificados em suas origens, com grupos falando vários dialetos nem sempre mutuamente compreensíveis e tendo diferentes heranças culturais e opiniões políticas.
Foi o primeiro escultor da região colonial com atividade contínua e consistente, embora em breve outros lhe seguissem o exemplo com igual ou superior perícia. As imagens de São Roque e Santo Antônio Abade, de 1880, parecem ser suas obras mais antigas documentadas. No único estudo acadêmico substancial até agora disponível sobre o artista, além das várias notas e críticas esparsas existentes que contam como referências menores, Nátali Lazzari diz que na época era comum entre os imigrantes a circulação de uma iconografia religiosa na forma de santinhos, gravuras devocionais e livros de oração ilustrados, e provavelmente o artista deve ter usado este material para buscar inspiração. Ele mesmo foi copiado por outros artesãos. Esta prática parece certa em pelo menos um caso, na elaboração do grupo de Nossa Senhora de Caravaggio com a vidente Joaneta Varoli (1885), no santuário dedicado à santa em Farroupilha, a sua obra mais conhecida, usada como o ícone de um culto de abrangência regional que é objeto de vários estudos e cujas romarias até hoje atraem centenas de milhares de pessoas todos os anos, sendo reproduzida vezes incontáveis em material de divulgação turística e estampas devocionais.

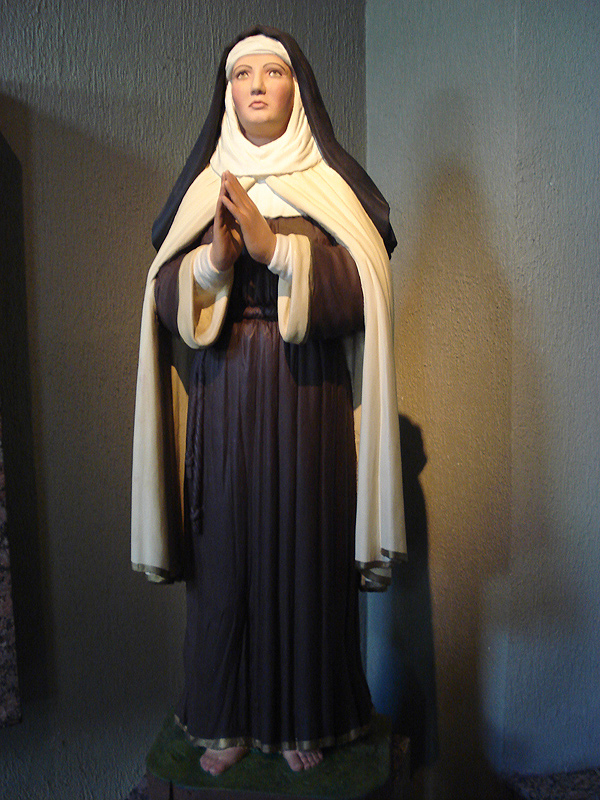
Santa Teresa de Ávila, Catedral de Caxias do Sul.

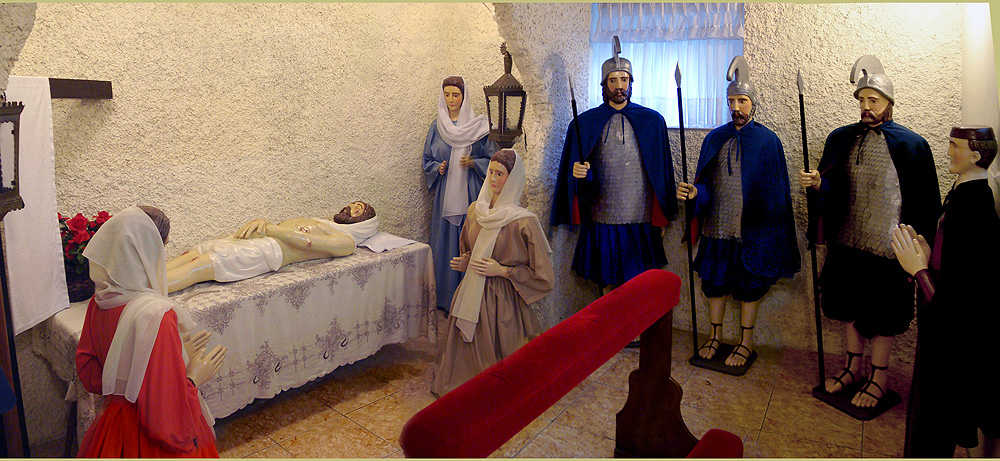
A cripta da Capela do Santo Sepulcro, com o grupo estatuário em tamanho natural.

Outras de suas peças a destacar são a austera estátua em tamanho natural de Santa Teresa de Ávila, padroeira da Catedral de Caxias do Sul e durante muitos anos entronizada em seu altar-mor, e a do Cristo Morto, instalada em uma cripta na Capela do Santo Sepulcro, na mesma cidade, e que é objeto de tradicional veneração popular na Semana Santa. Esta última, no entanto, teve sua participação apenas na elaboração da face e das mãos, e o restante é obra do amador Benvenuto Conte, idealizador da Capela e autor das outras figuras da cripta.
Lazzari apontou como características de seu estilo uma obediência sistemática aos cânones iconográficos consagrados pela Igreja Católica, de cunho em geral erudito, ainda que em certos casos haja desvios, que são explicados mais provavelmente pela sua ignorância de certas convenções e não por qualquer desejo de inovar. Suas estátuas, especialmente as femininas, mostram em regra rostos arredondados e cheios, de feições que lembram as camponesas italianas, com corpos sólidos, robustos e um pouco atarracados, de pescoços largos e mãos de dedos curtos, dando considerável atenção aos detalhes na face, mas permanece sempre visível uma certa rusticidade na execução e uma certa rigidez nos gestos, típicas da produção popular amadora.
É provável que tenha aprendido algo, informalmente, com o concorrente Zambelli, que era diplomado pela Escola de Belas Artes de Milão e tinha uma produção mais requintada. Seu estilo revela uma evolução nítida ao longo dos anos no sentido de um maior refinamento. O historiador João Spadari Adami disse que ele nunca fez estudos preparatórios, partindo direto para o trabalho definitivo, e comparou, guardando as proporções, sua importância regional à de Aleijadinho na região de Minas Gerais, salientando o mérito adicional do artista caxiense de não ter tido mestres qualificados como teve o outro. Na apreciação de Athos Damasceno, sua falta de treinamento formal foi o que lhe favoreceu a imaginação e a espontaneidade, não lhe roubando o vigor de que outros mais cultos muitas vezes carecem. Em suas palavras,
"Sem dúvida, as primeiras tentativas no ofício haveriam de ressentir-se da falta de conhecimentos, ainda que rudimentares, da matéria, e fácil será imaginar-se o que teria produzido no início de suas experiências. Mas as disposições inatas e o esforço constante acabariam proporcionando-lhe os meios de que precisava para desenvolver cada vez mais suas aptidões e transformar-se num entalhador seguro, operoso e de obra digna de menção.... Stangherlin, ao longo de sua demorada atuação no métier, conseguiu aperfeiçoar constantemente sua arte e várias obras que produziu então atestam não só engenho como boa técnica — é de se calcular com que dificuldade! — na observação incansável e na utilização diuturna de seus implementos de trabalho. E se não lhe foi possível ultrapassar nem projetar sombra sobe o abalizado concorrente, andou-lhe sempre na vizinhança e sem dar parte de fraco".
Sua obra, embora já reconhecida por esses críticos pioneiros, por pesquisadores mais recentes ligados à Universidade de Caxias do Sul e por instâncias oficiais como o Museu Municipal de Caxias do Sul, ainda aguarda mais estudos e divulgação. Diversas de suas esculturas foram repintadas em tempos posteriores, o que prejudica seu estudo estético e histórico e altera as intenções originais do criador, visto que o próprio Stangherlin se encarregava da policromia, empregando uma paleta de cores vivas e contrastantes, com grande sutileza na encarnação das faces, características de autenticidade valiosas, mas perdidas nas "restaurações" inadequadas que tantas sofreram nas mãos de amadores das comunidades. As imagens conservadas no Museu Municipal, por outro lado, permanecem com suas cores primitivas, possibilitando a íntegra apreciação do vigoroso efeito plástico conseguido pelo artista, e dando uma medida mais exata do seu talento.

### Lista de obras

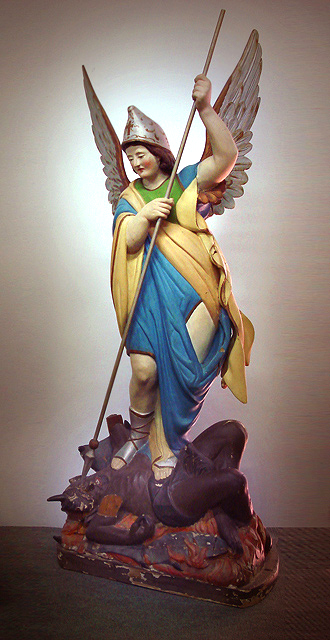
São Miguel derrotando Satanás, Museu Municipal. A policromia é original.

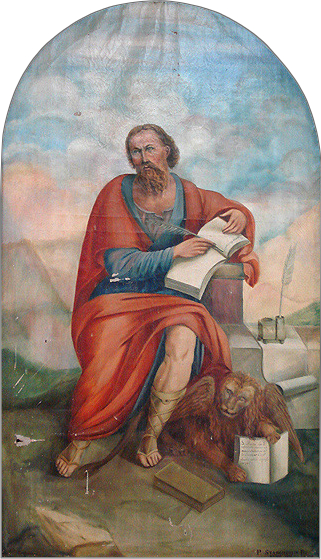
São Marcos Evangelista, Museu Municipal de Caxias do Sul.

Sua produção completa ainda está por ser identificada e localizada. A lista abaixo provavelmente terá muitas lacunas. O sinal ⊕ indica obra de localização incerta. O sinal † indica obra perdida.
Esculturas e relevos
- São Roque (1880), coleção privada, Caxias do Sul.[2]
- Santa Antônio (1880), coleção privada, Caxias.[2]
- Nossa Senhora de Monte Bérico (c. 1880), capela homônima em Otávio Rocha.[2]
- Nossa Senhora da Saúde com o Menino Jesus (c. 1882-1883), Capela de Nossa Senhora da Saúde, Caxias do Sul.[2]
- Nossa Senhora das Graças (1884), Capela de Nossa Senhora do Pedancino, Caxias.[2]
- Grupo do sepultamento de Cristo (1885, Cristo morto, a Virgem, Maria Madalena, Maria mãe de Tiago, José de Arimateia, mais quatro soldados romanos, e uma criança), co-autoria com Benvenuto Conte. Stangherlin se responsabilizou pela face e mãos da figura de Cristo, e provavelmente tenha colaborado nas outras imagens. Capela do Santo Sepulcro, Caxias.[2][13]
- Nossa Senhora da Neve com o Menino Jesus (1885), Museu Municipal de Caxias do Sul.[2]
- Nossa Senhora de Caravaggio e a vidente Joaneta (1885), Santuário de Nossa Senhora de Caravaggio, Farroupilha.[2]
- São Bartolomeu (1885).[10] ⊕
- Santo Antônio Abade (1885). Coleção privada.[13]
- São Libório e Santo Antônio (1886).[10] ⊕
- Cristo Redentor (1887).[10] ⊕
- Santa Corona (1887).[10] ⊕
- Nossa Senhora das Dores (1887).[10] ⊕
- Santo Homobom (1889), capela homônima em Ana Rech, distrito de Caxias.[17]
- Nossa Senhora do Carmo (1895), Capela Nossa Senhora da Saúde, na Linha Ely, 3º distrito de Caxias.[2]
- São Liberal e São Miguel derrotando Satanás (1895), Museu Municipal, procedentes da Capela de Nossa Senhora da Saúde, Caxias.[2]
- São João Batista (1898), coleção privada, Veranópolis.[2]
- Alegoria ao Imigrante Italiano (1901), escultura destacada com Medalha de Bronze na Exposição Estadual em Porto Alegre.[2] †
- Nossa Senhora da Glória, Santa Teresa de Ávila e Santo Anselmo, esculturas (c. 1910-1912). Catedral de Caxias do Sul.[7]
- Nossa Senhora da Conceição.[10] ⊕
- Santa Catarina e Santa Lúcia, antiga Igreja de Santa Catarina, Caxias.[2] ⊕
- Um baixo-relevo com a imagem de Jesus.[10] ⊕
- Nossa Senhora das Dores (s/d., atribuição). Museu Municipal de Caxias do Sul.[13]

Pinturas e desenhos
- Tela a óleo retratando São Blásio (1889), documentada por um recibo.[2] ⊕
- Tela a óleo de São Brás, s/d. Santuário de Caravaggio, Farroupilha.[13]
- Tela a óleo representando São Marcos Evangelista, Museu Municipal.[2]
- Uma tela de Jesus Crucificado para a Capela de São Tranquilo Agrimensor.[10] ⊕
- Proscênio pintado para o Cine-Theatro Apollo.[2] †
- Nossa Senhora do Carmo e as almas do Purgatório, instalado em um altar entalhado por Meneguzzo. Catedral de Caxias do Sul.[2]
- Vários retratos em desenho e pintura, incluindo da esposa do coronel Jacinto, de uma velha, de "um irmão de Maineri", e de Josué Vaccari.[2] ⊕

Durante muitos anos colaborou na criação da decoração dos carros alegóricos para os desfiles temáticos da Festa da Uva. Foi ainda, a despeito de inexperiência na área, o construtor de um órgão de tubos que, segundo testemunhos, funcionava perfeitamente.